# Karl von Bayern

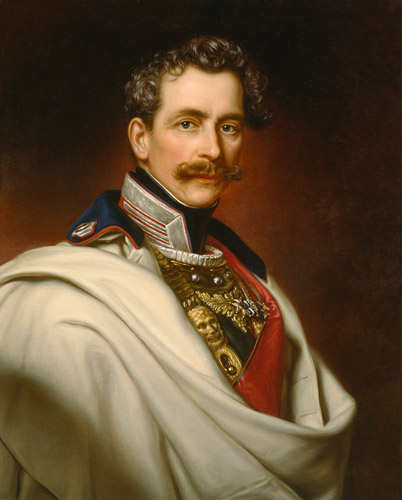
Prinz Karl von Bayern, Ölporträt von Joseph Bernhardt (1855)

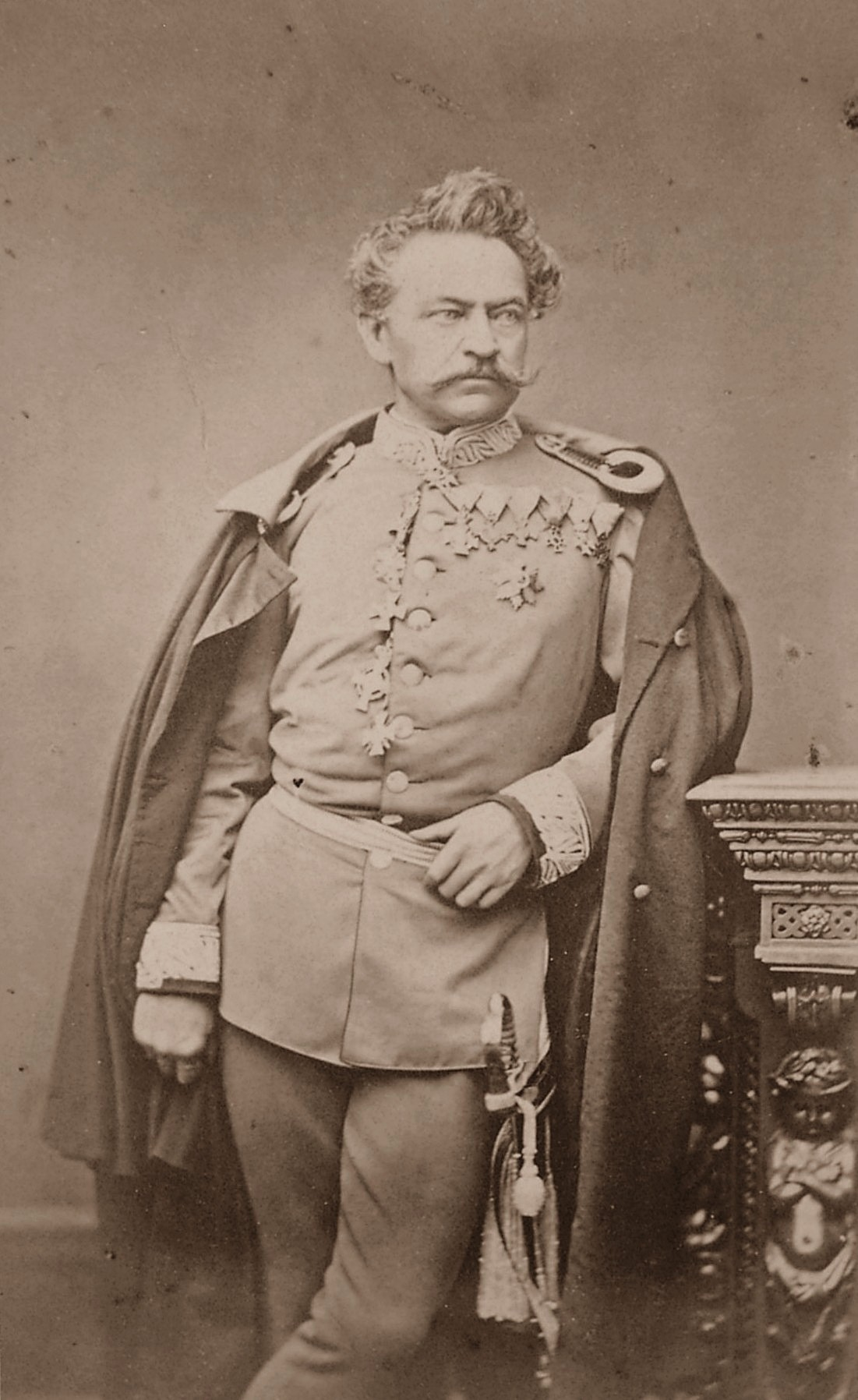
Foto des Prinzen

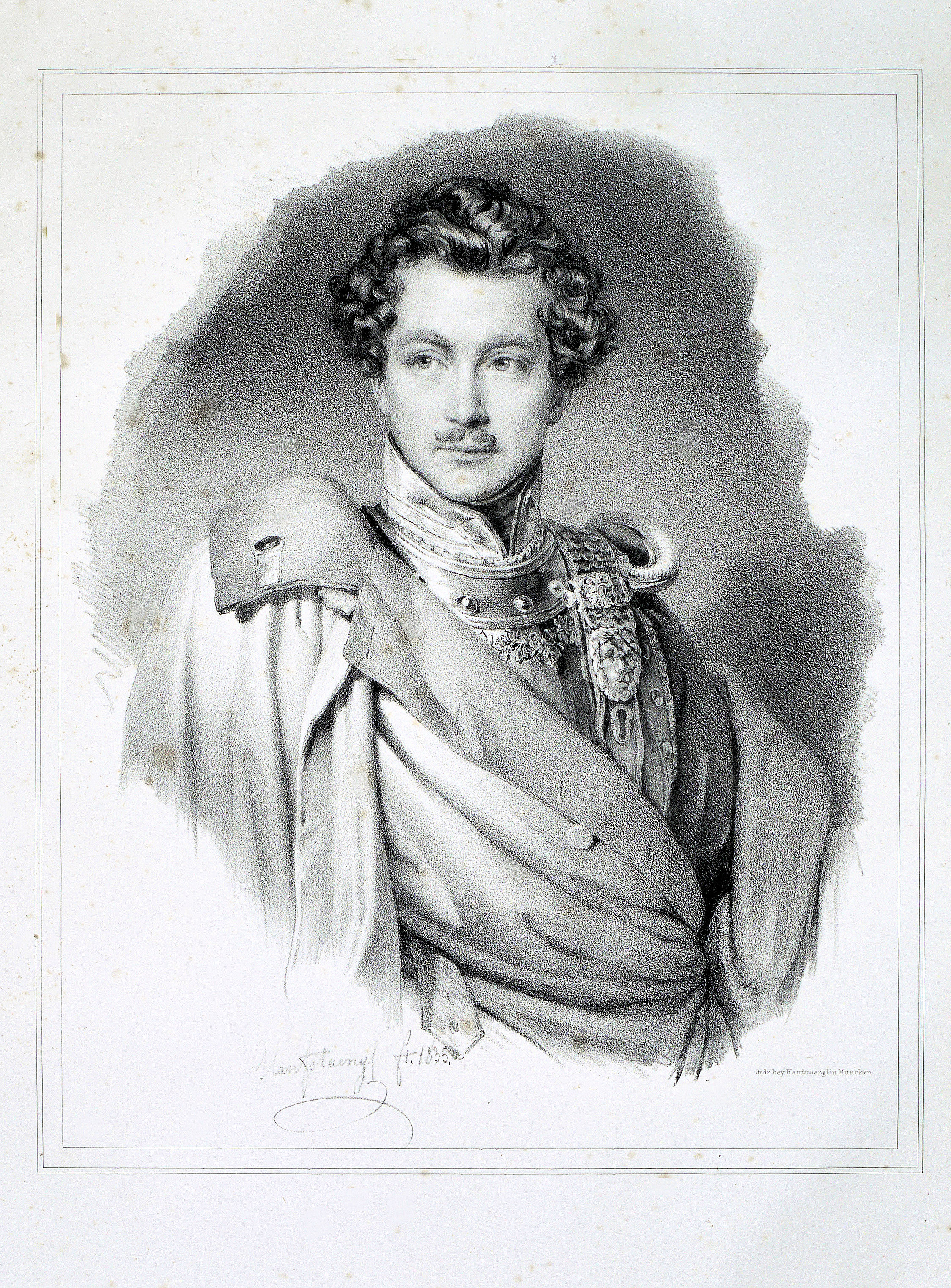
Prinz Karl Theodor von Bayern, Lithographie von Franz Hanfstaengl, 1835

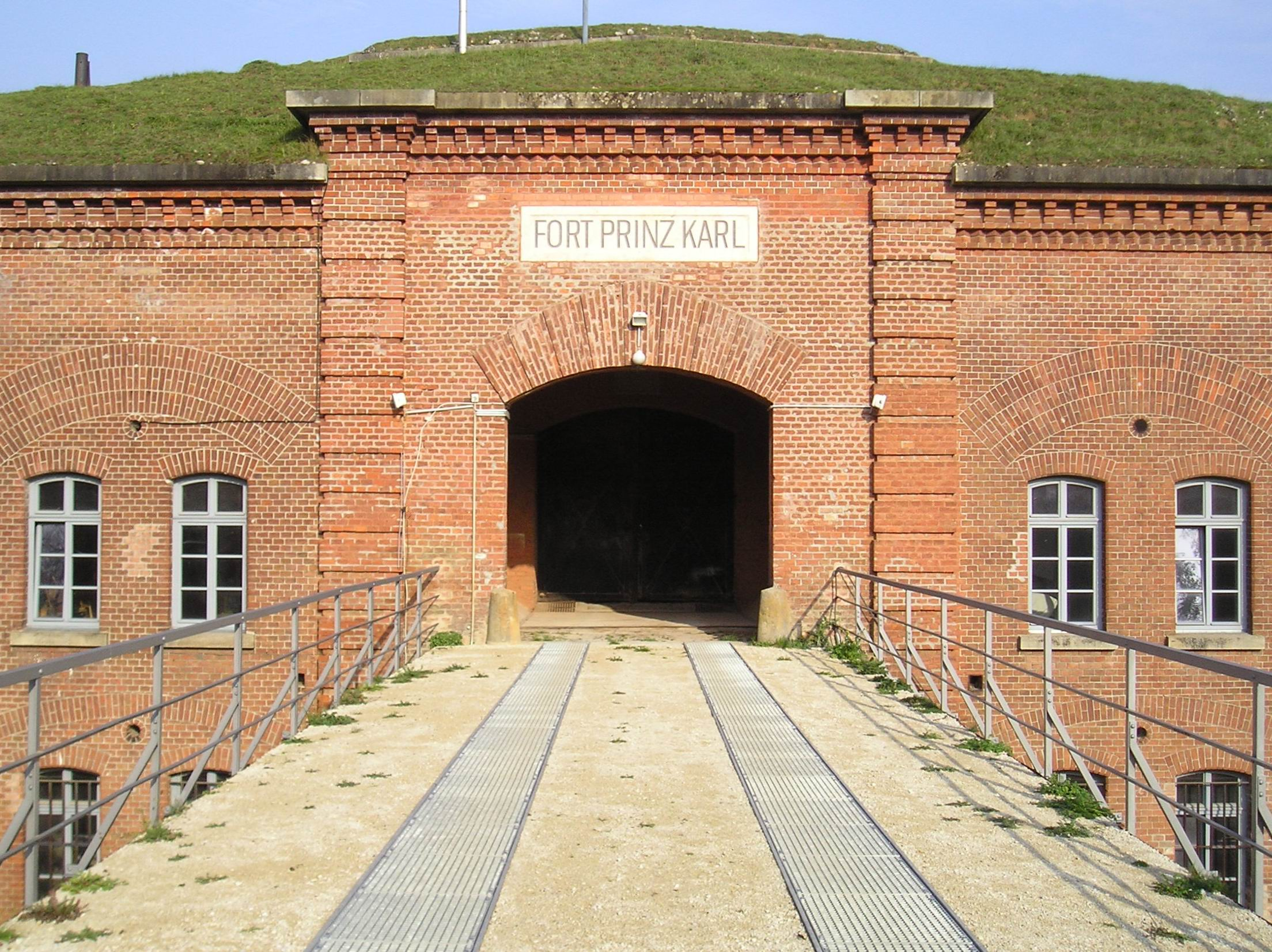
Fort VI Prinz Karl bei Ingolstadt

Karl Theodor Maximilian August Prinz von Bayern (* 7. Juli 1795 in Mannheim; † 16. August 1875 in Tegernsee) war Generalfeldmarschall und Reichsrat der Krone Bayerns. Er war Oberbefehlshaber der bayerischen Armee und der übrigen süddeutschen Kontingente des Bundesheeres (sogenannte Westdeutsche Armee) im Deutschen Krieg von 1866.

## Leben
Prinz Karl wurde als jüngerer Sohn des späteren ersten bayerischen Königs Maximilian I. Joseph und der Auguste Wilhelmine (1765–1796), Tochter des Landgrafen Georg Wilhelm von Hessen-Darmstadt, geboren. Sein älterer Bruder war der nachfolgende König Ludwig Karl August (1786–1868). Von 1808 bis 1813 war Graf Anton von Rechberg (1776–1837) sein Erzieher, welcher 1816 auch nochmals das Amt des persönlichen Oberhofmeisters übernahm. In Geschichte und Literatur wurde er vom Hofrat Karl Wilhelm Friedrich von Breyer unterrichtet.
Der Prinz erhielt eine hauptsächlich militärische Erziehung. Am 25. Juni 1813 wurde Prinz Karl zum Generalmajor befördert und nahm als Brigadier an den Befreiungskriegen gegen Frankreich teil. Im Feldzug von 1814 kämpfte er unter General von Wrede in den Schlachten von Brienne und Arcis-sur-Aube, in letzterer erstürmte seine Brigade am 20. März das Dorf Torcy-le-Grand.
1813 wurde er zum Ehrenmitglied der Bayerischen Akademie der Wissenschaften ernannt.
Wegen seiner 1823 geschlossenen morganatischen ersten Ehe mit Marie-Anne-Sophie Petin (1796–1838), die daraufhin den Titel Gräfin von Bayrstorff erhielt, verlor Prinz Karl seine Ansprüche auf den bayerischen Thron. Aus dieser Ehe gingen drei Töchter hervor: 
- Caroline Sophie (* 16. Oktober 1817; † 25. Mai 1889) ⚭ Adolf Eberhard von Gumppenberg (* 24. Februar 1804; † 16. Dezember 1877); die älteste Tochter aus dieser Ehe, Maximiliane (1850–1937), heiratete den Grafen Max von Holnstein.
- Maximiliane Theodore (* 20. September 1823; † 19. März 1885) ⚭ August Wilhelm Drechsel auf Deufstetten (* 28. März 1810; † 20. Mai 1880)
- Franziska Sophie (* 10. Oktober 1827; † 2. März 1912) ⚭ Paulo Martins de Almeida (* 18. Juni 1807; † 7. April 1874), 1. Vizegraf von Almeida

Seine zweite Ehe mit Henriette Schöller von Frankenburg blieb kinderlos. In der Brienner Straße zu München existiert das Palais Bayrstorff-Almeida, der 1824 errichtete Wohnsitz von Prinz Karls Ehefrau.
Die ihm angebotene griechische Königskrone lehnte er 1831 ab, woraufhin sie seinem Neffen, Prinz Otto, zufiel. Am 16. Januar 1841 wurde Karl zum Feldmarschall und Inspekteur der bayerischen Armee ernannt. Nachdem König Ludwigs Ansehen im Volk und vor allem bei der Münchner Bevölkerung durch die Affäre mit Lola Montez schweren Schaden genommen hatte und zudem noch die Nachricht von der Revolution in Paris eintraf, brachen die Kundgebungen in München, Augsburg und Nürnberg nicht mehr ab. Tausende Bürger unterschrieben am 3. März 1848 im Münchner Rathaus eine Petition mit der Forderung nach weiteren Reformen und Freiheitsrechten. Als am 4. März Demonstranten das Zeughaus in München stürmten und sich eigenmächtig bewaffneten, war es Prinz Karl, der als Bruder des Königs und Generalfeldmarschall der bayerischen Armee durch sein Erscheinen für Ruhe sorgte. 1860 wurde er Oberbefehlshaber des siebten deutschen Bundesarmeecorps.

### Rolle im Deutschen Krieg
Bekannt wurde Prinz Karl v. a. während des Deutschen Krieges von 1866 als Oberbefehlshaber der bayerischen Armee und der übrigen süddeutschen Bundeskontingente (sogenannte Westdeutsche Armee) im Krieg gegen Preußen. Am 21. Mai 1866 übernahm der Prinz das Kommando über die westdeutsche Bundesarmee, zum Generalstabschef wurde General von der Tann ernannt. Nach dem Pyrrhussieg der Hannoveraner bei Langensalza am 27. Juni wurde noch die Verbindung mit diesen angestrebt, am Folgetag traf jedoch die Meldung von der Kapitulation Georg V. ein. Die Bayern suchten nun Anschluss an das VIII. Bundescorps unter Prinz Alexander von Hessen zu gewinnen. Am 3. Juli wurde die Niederlage der Österreicher bei Königgrätz bekannt, das VIII. Bundescorps sah daher in Deckung der Mainlinie bei Frankfurt seine Hauptaufgabe. Die preußische Mainarmee unter dem Kommando des Generals Vogel von Falckenstein rückte mit etwa 54.000 Mann gegen das Saaletal vor.
Am 10. Juli wurden die Bayern unter Prinz Karl bei Kissingen bei Garitz und Hammelburg geschlagen. Die preußische Mainarmee versuchte eine Vereinigung der Bundestruppen zu verhindern. Die Preußen rückten deshalb über das Taubertal nach, wobei es mit dem VIII. Bundeskorps zu Gefechten bei Hundheim und Tauberbischofsheim kam. Die Bayern zogen sich währenddessen in Richtung Würzburg zurück. Am 25. und 26. Juli wurden die Bayern in den letzten Gefechten um Uettingen und Roßbrunn abermals zurückgedrängt. Nach dem preußischen Bombardement gegen die Festung Marienberg tags darauf kam eine örtliche Waffenruhe zustande, der am 2. August der allgemeine Waffenstillstand folgte. Am 1. August besetzte ein preußisches Reservekorps bereits Nürnberg, Prinz Karl zog darauf seine Truppen vorsorglich auf Ingolstadt zurück, legte aber über den Kriegsausgang enttäuscht am 2. September sein Kommando nieder. Außer Prinz Karl und dem Prinzen von Thurn und Taxis hatte kein bayerischer General jemals eine Division kommandiert. Nach schweren Anklagen gegen seine Truppenführung persönlich zutiefst verletzt, legte er alle Positionen in der bayerischen Armee nieder und zog sich aus dem öffentlichen Leben nach Tegernsee zurück.

### Tod
Am 16. August 1875 – wenige Tage vor Ankunft seiner Nichte, Josephine von Leuchtenberg, Königinmutter von Schweden, Witwe des Königs Oskar I. – wurde Prinz Karl zu Tegernsee von seinem Pferd abgeworfen und starb augenblicklich.

## Gedenken und Nachwirken

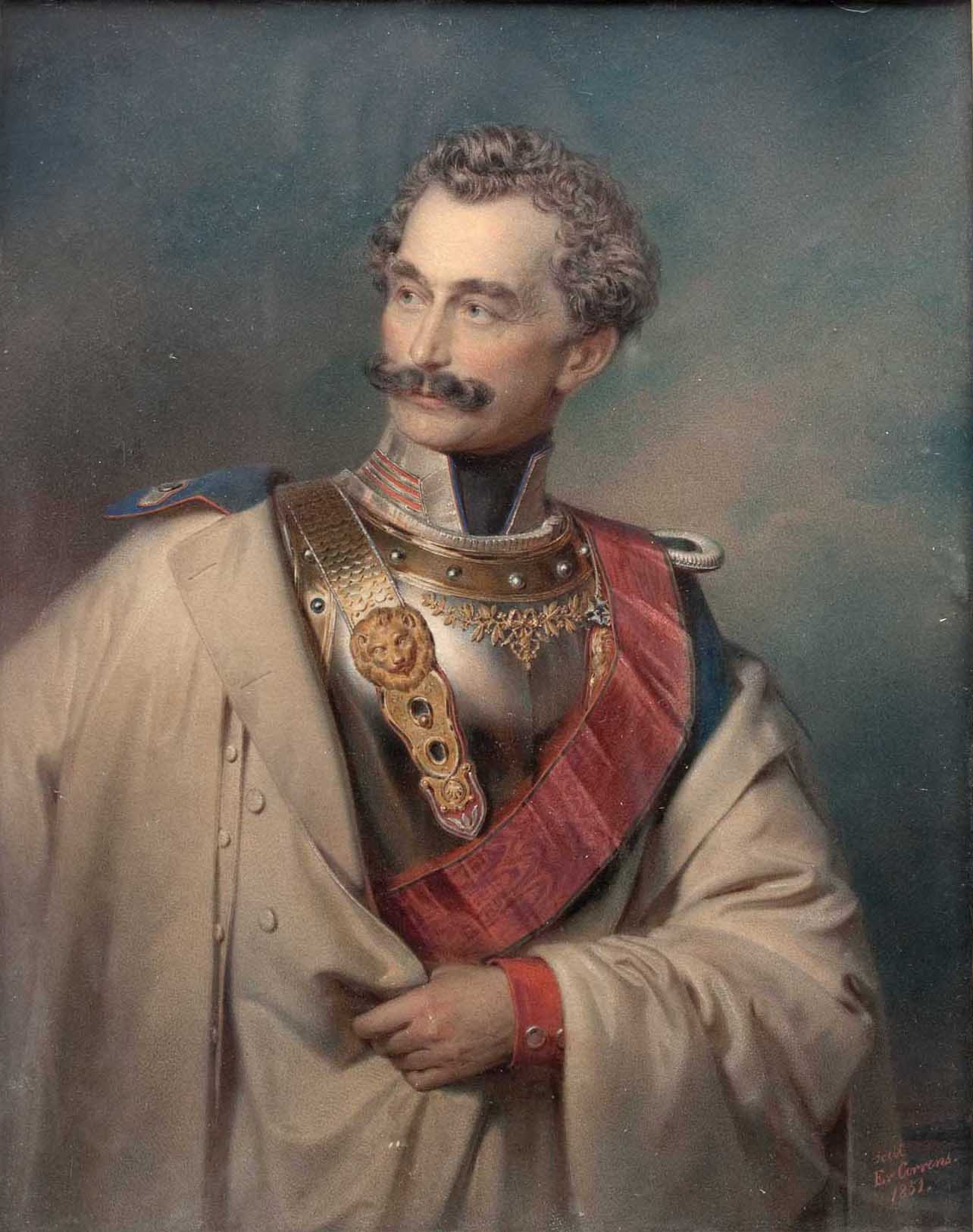
Karl von Bayern, Porträt von Erich Correns, 1851

Die Gemeinde Karlsfeld am nordwestlichen Stadtrand von München ist nach Prinz Karl benannt. In Tegernsee ist die Prinz-Karl-Allee und der heutige Prinzenweg, welcher teilweise als Reitweg nach Schliersee fungierte, nach Prinz Karl benannt. Die Prinzenkapelle in der Schwaighofstraße in Tegernsee erinnert an das Unglück vom 16. August 1875.
Sein Name lebt auch im Prinz-Carl-Palais fort, das am Beginn der Münchner Prinzregentenstraße gelegen ist. Das in Augsburg stationierte 3. Infanterie-Regiment, dessen Inhaber Karl seit dem 7. November 1866 war, bezog im Jahre 1884 die neu errichtete Kaserne, die im folgenden Jahr nach ihm benannt wurde. Seit 1992 wird das nun als Prinz-Karl-Viertel bezeichnete Kasernengelände zivil genutzt. Auch das Fort VI, das letzte noch existierende Fort des äußeren Fortgürtels der ehemaligen Landesfestung Ingolstadt, trägt seit 1895 den Namen „Prinz Karl“. In der geschleiften Festung Germersheim (ehem. bayerische Pfalz) war eine Fronte nach Prinz Karl benannt. Das Andenken lebt in der Straße „An Fronte Karl“ fort. Noch vor seinem Tod widmete ihm Carl Neudel den Prinz-Karl-Marsch (Armeemarsch II, 247).
1875 erwarb das Hauptkonservatorium der Armee (später Bayerische Armeebibliothek) ca. 4.500 Bände und 7.600 Kartenblätter seiner Sammlung.

## Vorfahren
|  |                                                                |  |  |  |  |  |  |  |  |  |  |  |  |
|  | Christian III. von Pfalz-Zweibrücken (1674–1735)               |  |  |  |  |  |  |  |  |  |  |  |  |
|  |                                                                |  |  |  |  |  |  |  |  |  |  |  |  |
|  |                                                                |  |  |  |  |  |  |  |  |  |  |  |  |
|  | Friedrich Michael von Pfalz-Birkenfeld-Bischweiler (1724–1767) |  |  |  |  |  |  |  |  |  |  |  |  |
|  |                                                                |  |  |  |  |  |  |  |  |  |  |  |  |
|  |                                                                |  |  |  |  |  |  |  |  |  |  |  |  |
|  | Karoline von Nassau-Saarbrücken (1704–1774)                    |  |  |  |  |  |  |  |  |  |  |  |  |
|  |                                                                |  |  |  |  |  |  |  |  |  |  |  |  |
|  |                                                                |  |  |  |  |  |  |  |  |  |  |  |  |
|  | Maximilian I. Joseph König von Bayern (1756–1825)              |  |  |  |  |  |  |  |  |  |  |  |  |
|  |                                                                |  |  |  |  |  |  |  |  |  |  |  |  |
|  |                                                                |  |  |  |  |  |  |  |  |  |  |  |  |
|  | Joseph Karl von Pfalz-Sulzbach (1694–1729)                     |  |  |  |  |  |  |  |  |  |  |  |  |
|  |                                                                |  |  |  |  |  |  |  |  |  |  |  |  |
|  |                                                                |  |  |  |  |  |  |  |  |  |  |  |  |
|  | Maria Franziska von Pfalz-Sulzbach (1724–1794)                 |  |  |  |  |  |  |  |  |  |  |  |  |
|  |                                                                |  |  |  |  |  |  |  |  |  |  |  |  |
|  |                                                                |  |  |  |  |  |  |  |  |  |  |  |  |
|  | Elisabeth Auguste Sofie von der Pfalz (1693–1728)              |  |  |  |  |  |  |  |  |  |  |  |  |
|  |                                                                |  |  |  |  |  |  |  |  |  |  |  |  |
|  |                                                                |  |  |  |  |  |  |  |  |  |  |  |  |
|  | Karl von Bayern                                                |  |  |  |  |  |  |  |  |  |  |  |  |
|  |                                                                |  |  |  |  |  |  |  |  |  |  |  |  |
|  |                                                                |  |  |  |  |  |  |  |  |  |  |  |  |
|  | Ludwig VIII. Landgraf von Hessen-Darmstadt (1691–1768)         |  |  |  |  |  |  |  |  |  |  |  |  |
|  |                                                                |  |  |  |  |  |  |  |  |  |  |  |  |
|  |                                                                |  |  |  |  |  |  |  |  |  |  |  |  |
|  | Georg Wilhelm von Hessen-Darmstadt (1722–1782)                 |  |  |  |  |  |  |  |  |  |  |  |  |
|  |                                                                |  |  |  |  |  |  |  |  |  |  |  |  |
|  |                                                                |  |  |  |  |  |  |  |  |  |  |  |  |
|  | Charlotte von Hanau-Lichtenberg (1700–1726)                    |  |  |  |  |  |  |  |  |  |  |  |  |
|  |                                                                |  |  |  |  |  |  |  |  |  |  |  |  |
|  |                                                                |  |  |  |  |  |  |  |  |  |  |  |  |
|  | Auguste Wilhelmine von Hessen-Darmstadt (1765–1796)            |  |  |  |  |  |  |  |  |  |  |  |  |
|  |                                                                |  |  |  |  |  |  |  |  |  |  |  |  |
|  |                                                                |  |  |  |  |  |  |  |  |  |  |  |  |
|  | Christian von Leiningen-Dagsburg-Falkenburg (1695–1766)        |  |  |  |  |  |  |  |  |  |  |  |  |
|  |                                                                |  |  |  |  |  |  |  |  |  |  |  |  |
|  |                                                                |  |  |  |  |  |  |  |  |  |  |  |  |
|  | Luise zu Leiningen-Dagsburg-Falkenburg (1729–1818)             |  |  |  |  |  |  |  |  |  |  |  |  |
|  |                                                                |  |  |  |  |  |  |  |  |  |  |  |  |
|  |                                                                |  |  |  |  |  |  |  |  |  |  |  |  |
|  | Katharina Polyxena von Solms-Rödelheim (1702–1765)             |  |  |  |  |  |  |  |  |  |  |  |  |
|  |                                                                |  |  |  |  |  |  |  |  |  |  |  |  |
|  |                                                                |  |  |  |  |  |  |  |  |  |  |  |  |

## Werke
- Erläuterungen des Höchstkommandirenden der südwestdeutschen Bundes-Armee zu dem im Buchhandel erschienenen Feldzugs-Journal seiner Großherzoglichen Hoheit des Prinzen Alexander von Hessen, Oberbefehlshabers des 8. Deutschen Bundes-Armee-Corps im Feldzuge 1866, München 1867 Digitalisat der Bayerischen Staatsbibliothek